# Třída John Lewis
Třída John Lewis je třída zásobovacích tankerů pomocných sil Amerického námořnictva. Ve službě mají nahradit tankery třídy Henry J. Kaiser. Jejich hlavním úkolem je zásobování amerických válečných lodí palivem, leteckým palivem a dalšími zásobami. Celkem je plánována stavba až dvaceti jednotek této třídy. Do roku 2018 bylo objednáno prvních šest tankerů, které měly být dodány do roku 2023. Všech šest bylo pojmenováno po lidskoprávních aktivistech (John Lewis, Harvey Milk, Earl Warren, Robert Kennedy, Lucy Stone a Sojourner Truth). V pořadí sedmý tanker byl pojmenován po soudkyni Ruth Baderové Ginsburgové, další jednotky třídy nesou jména abolicionistky Harriet Tubmanové a odborářky Dolores Huertové. Do září 2024 se počet objednaných plavidel zvýšil na sedmnáct. Do konce roku 2024 byly ve službě první čtyři tankery a další tři byly rozestavěné.
Počátkem června 2025 ministr obrany Pete Hegseth nařídil přejmenování tankeru USNS Harvey Milk s tím, že budou přejmenovány i další lodě, jejichž jména neodpovídají americké kultuře válečníků.

## Stavba

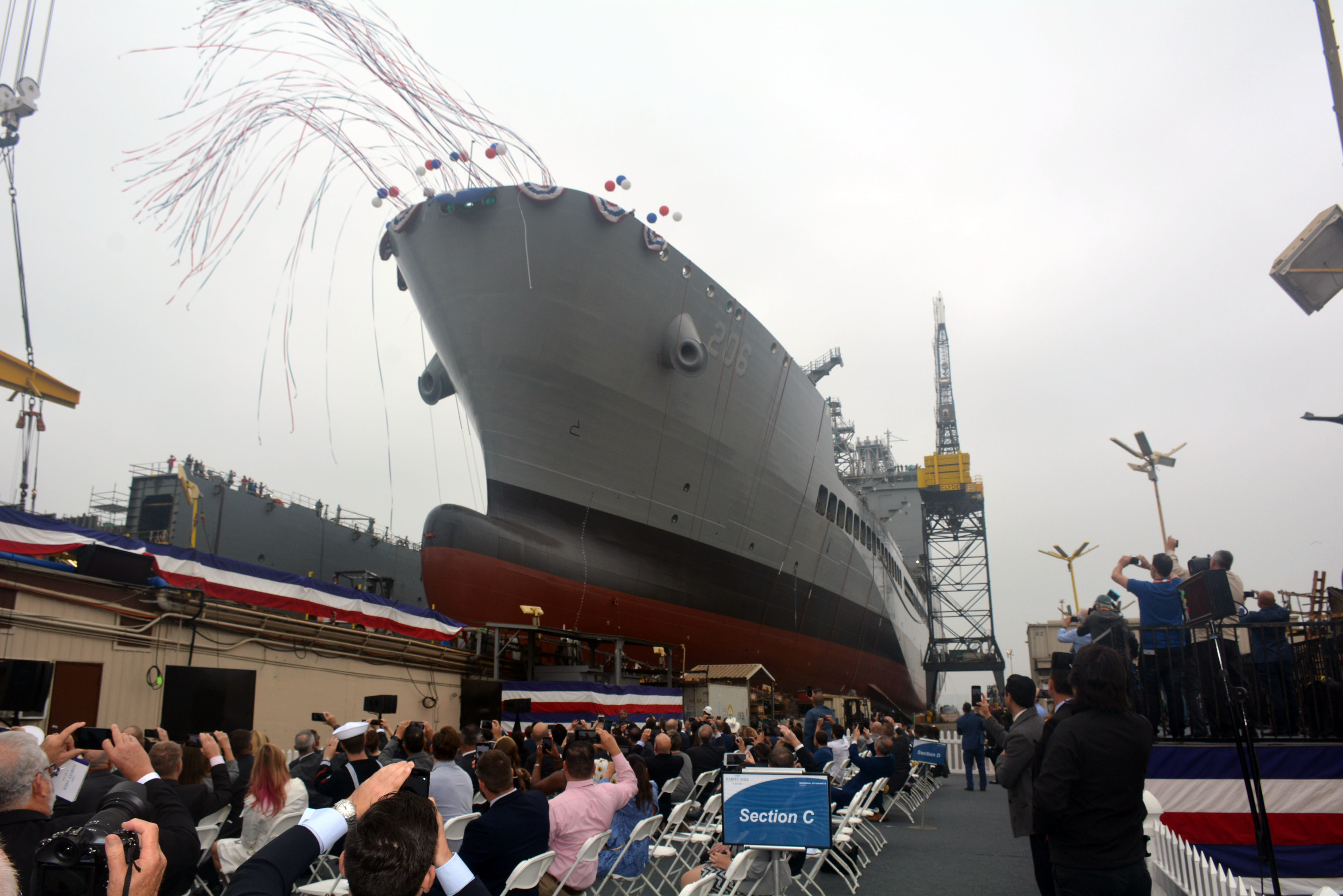
USNS Harvey Milk (T-AO 206)

Tankery byly vyvinuty v rámci programu T-AO(X). Dlouhodobý plán amerického námořnictva z roku 2013 předpokládal stavbu celkem sedmnácti tankerů, přičemž o kontrakt na stavbu prvních šesti se utkaly projekty loděnic General Dynamics National Steel and Shipbuilding Company (NASSCO) a Huntington Ingalls Industries (HII). Kontrakt na vývoj a stavbu prvních šesti tankerů získala v červenci 2016 loděnice GD NASSCO. Roku 2022 byla uplatněna opce na další dvě jednotky (sedmý a osmý tanker) a roku 2023 byla uplatněna opce na devátý tanker.
Prototypový tanker John Lewis měl do služby vstoupit roku 2020, tedy rok před plánovaným vyřazením nejstaršího tankeru třídy Henry J. Kaiser. Plán se však nepodařilo dodržet. Slavnostní první řezání oceli pro prototypové plavidlo proběhlo 20. září 2018. Jeho kýl byl založen 13. května 2019. Námořnictvo jej převzalo 28. července 2022 v San Diegu. První řezání oceli pro druhou jednotku Harvey Milk proběhlo 13. prosince 2019. Tanker byl zařazen roku 2023 a třetí jednotka Earl Warren roku 2024.
V září 2024 loděnice GD NASSCO získala zakázku na stavbu osmi tankerů této třídy (trupová čísla T-AO-214 až T-AO-221) s pevnou cenou 6,7 miliardy dolarů. Celkem tak bylo objednáno sedmnáct jednotek.
Jednotky třídy John Lewis:
| Jméno                               | První řezání oceli | Založení kýlu    | Spuštěna          | Vstup do služby   | Status    |
| ----------------------------------- | ------------------ | ---------------- | ----------------- | ----------------- | --------- |
| USNS John Lewis (T-AO-205)          | 20. září 2018      | 13. května 2019  | 12. ledna 2021    | 26. července 2022 | aktivní   |
| USNS Harvey Milk (T-AO-206)         | 13. prosince 2019  | 3. září 2020     | 6. listopadu 2021 | 11. července 2023 | aktivní   |
| USNS Earl Warren (T-AO-207)         |                    | 30. dubna 2022   | 28. října 2022    | 7. května 2024    | aktivní   |
| USNS Robert F. Kennedy (T-AO-208)   | 21. května 2021    | 5. prosince 2022 | 28. října 2023    | 10. prosince 2024 | aktivní   |
| USNS Lucy Stone (T-AO-209)          |                    | 8. srpna 2023    | 21. září 2024     |                   | ve stavbě |
| USNS Sojourner Truth (T-AO-210)     |                    | 21. června 2024  | 26. dubna 2025    |                   | ve stavbě |
| USNS Thurgood Marshall (T-AO-211)   | 28. března 2024    | 5. prosince 2024 |                   |                   | ve stavbě |
| USNS Ruth Bader Ginsburg (T-AO-212) | 8. října 2024      |                  |                   |                   | ve stavbě |
| USNS Harriet Tubman (T-AO-213)      | 3. června 2025     |                  |                   |                   | ve stavbě |
| USNS Dolores Huerta (T-AO-214)      |                    |                  |                   |                   | objednána |
| USNS Joshua L. Goldberg (T-AO-215)  |                    |                  |                   |                   | objednána |
| USNS Thomas D. Parham (T-AO-216)    |                    |                  |                   |                   | objednána |
| (T-AO-217)                          |                    |                  |                   |                   | objednána |
| (T-AO-218)                          |                    |                  |                   |                   | objednána |
| (T-AO-219)                          |                    |                  |                   |                   | objednána |
| (T-AO-220)                          |                    |                  |                   |                   | objednána |
| (T-AO-221)                          |                    |                  |                   |                   | objednána |

## Konstrukce

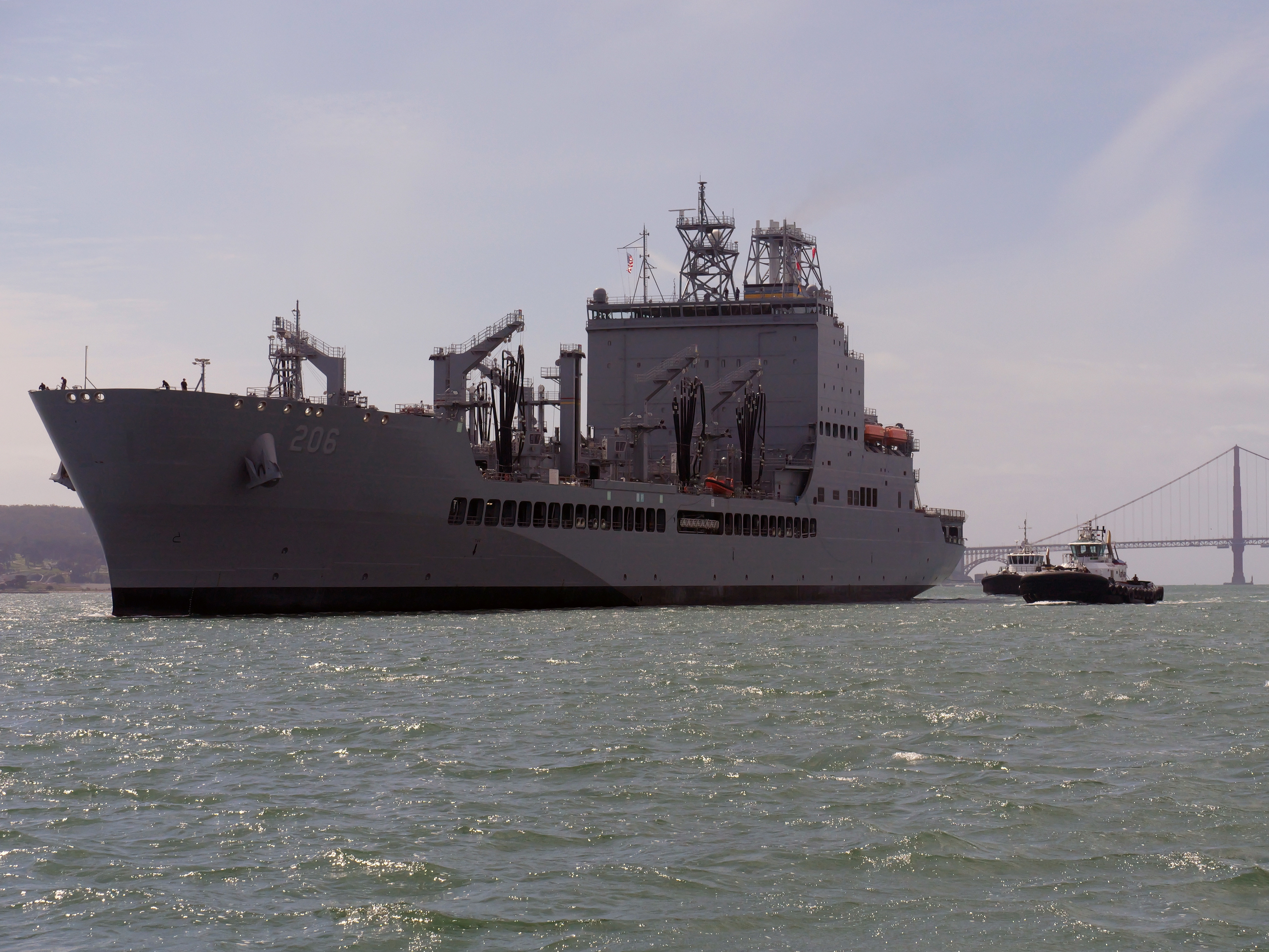
USNS Harvey Milk (T-AO 206)

Tanker má dvojitý trup. Jejich kapacita je 156 000 barelů kapalin a množství dalšího pevného nákladu. Nesou pět stanic pro doplňování paliva a dvě pro předání pevných zásob. Obrannou výzbroj tvoří 12,7mm kulomety, v případě potřeby doplněné o obranné systémy Phalanx CIWS, nebo SeaRAM. Plavidla také nesou protitorpédové systémy AN/SLQ-25 Nixie. Pohonný systém tvoří dva diesely Fairbanks Morse-MAN 12V 48/60CR, každý o výkonu 9500 bhp, pohánějící dva lodní šrouby se stavitelnými lopatkami KaMeWa 150A. Elektrickou energii dodávají dva dieselgenerátory Bergen B32:40-L8A. Nejvyšší rychlost dosáhne 20 uzlů. Dosah je 6147 námořních mil.